# Klaus Lindenberger
Klaus Lindenberger, né le 28 mai 1957 à Linz (Autriche), est un footballeur autrichien, qui évoluait au poste de gardien de but au LASK Linz et en équipe d'Autriche.
Lindenberger a joué 43 matchs avec l'équipe d'Autriche entre 1982 et 1990.

## Carrière
- 1979-1988 : LASK Linz
- 1988-1991 : FC Swarovski Tirol
- 1991-1993 : FC Stahl Linz

## Palmarès

### En équipe nationale
- 43 sélections et 0 but avec l'équipe d'Autriche entre 1982 et 1990.

### Avec le FC Swarovski Tirol
- Vainqueur du Championnat d'Autriche de football en 1989 et 1990.
- Vainqueur de la Coupe d'Autriche de football en 1989.